# 利夫里弗 (伊利諾伊州)
利夫里弗（英語：Leaf River）是一個位於美國伊利諾伊州奧格爾縣的城市。

## 地理
利夫里弗的座標為42°07′35″N 89°24′11″W / 42.12639°N 89.40306°W，而該地的平均海拔高度為221米（即725英尺）。

## 人口
根據2010年美國人口普查的數據，利夫里弗的面積為2.16平方千米，當中陸地面積為2.16平方千米，而水域面積為0.00平方千米。當地共有人口443人，而人口密度為每平方千米205.09人。